# Joplin (Montana)
Joplin é uma Região censo-designada localizada no estado americano de Montana, no Condado de Liberty.

## Demografia
Segundo o censo americano de 2000, a sua população era de 210 habitantes.

## Geografia
De acordo com o United States Census Bureau tem uma área de
3,4 km², dos quais 3,3 km² cobertos por terra e 0,1 km² cobertos por água. Joplin localiza-se a aproximadamente 1043 m acima do nível do mar.

## Localidades na vizinhança
O diagrama seguinte representa as localidades num raio de 36 km ao redor de Joplin.